# 3-エチルリンゴ酸シンターゼ
3-エチルリンゴ酸シンターゼ(3-ethylmalate synthase、EC 2.3.3.7)は、以下の化学反応を触媒する酵素である。
ブタノイルCoA + 水 + グリオキシル酸{\displaystyle \rightleftharpoons }3-エチルリンゴ酸 + 補酵素A
従って、この酵素の基質はブタノイルCoAと水とグリオキシル酸の3つ、生成物は3-エチルリンゴ酸と補酵素Aの2つである。
この酵素は転移酵素、特にアシル基をアルキル基に変換するアシルトランスフェラーゼに分類される。系統名はブタノイルCoA:グリオキシル酸 C-ブタノイルトランスフェラーゼ (チオエステル加水分解, 1-カルボキシプロピル形成)(butanoyl-CoA:glyoxylate C-butanoyltransferase (thioester-hydrolysing, 1-carboxypropyl-forming))である。この酵素は、グリオキシル酸とジカルボン酸の代謝に関与している。